# Dogodilo se na dan Svih svetih
Dogodilo se na dan Svih svetih (izdan 1969.) je kriminalistički roman Agathe Christie s Poirotom i gospođom Oliver u glavnim ulogama.

## Radnja
Roman počinje kada spisateljica Ariadne Oliver ide na zabavu za Noć vještica za tinejdžere koju je organizirala udovica, Rowena Drake. No odjednom djevojka Joyce Reynolds kaže "Vidjela sam ubojstvu, no tada kad sam ga vidjela nisam znala da je to ubojstvo". Kasnije te noći Joyce je nađena mrtva. Utopila se u kanti koja je bila namijenjena za hvatanje jabuka. Gđa. Oliver poziva Poirota da riješi slučaj. Na kraju se otkriva da Joyce nije vidjela ubojstvo, nego da je ponavljala riječi druge djevojčice Mirande Butler. Sada se treba otkriti tko je ubijen...

## Ekranizacija
Ekraniziran je u dvanaestoj sezoni (2010.–11.) TV serije Poirot s Davidom Suchetom u glavnoj ulozi.

## Poveznice
- Dogodilo se na dan Svih svetih  Arhivirana inačica izvorne stranice od 14. srpnja 2014. (Wayback Machine) na Agatha-Christie.net, najvećoj domaćoj stranici obožavatelja Agathe Christie